# Liste der Baudenkmale in Riede (Landkreis Verden)
In der Liste der Baudenkmale in Riede sind alle Baudenkmale der niedersächsischen Gemeinde Riede aufgelistet. Die Quelle der  Baudenkmale ist der Denkmalatlas Niedersachsen. Der Stand der Liste ist der 21. November 2020.

## Allgemein
In den Spalten befinden sich folgende Informationen:
- Lage: die Adresse des Baudenkmales und die geographischen Koordinaten. Kartenansicht, um Koordinaten zu setzen. In der Kartenansicht sind Baudenkmale ohne Koordinaten mit einem roten Marker dargestellt und können in der Karte gesetzt werden. Baudenkmale ohne Bild sind mit einem blauen Marker gekennzeichnet, Baudenkmale mit Bild mit einem grünen Marker.
- Bezeichnung: Bezeichnung des Baudenkmales
- Beschreibung: die Beschreibung des Baudenkmales. Unter § 3 Abs. 2 NDSchG werden Einzeldenkmale und unter § 3 Abs. 3 NDSchG Gruppen baulicher Anlagen und deren Bestandteile ausgewiesen.
- ID: die Objekt-ID des Baudenkmales
- Bild: ein Bild des Baudenkmales, ggf. zusätzlich mit einem Link zu weiteren Fotos des Baudenkmals im Medienarchiv Wikimedia Commons. Wenn man auf das Kamerasymbol klickt, können Fotos zu Baudenkmalen aus dieser Liste hochgeladen werden:

## Riede

### Gruppe: Hofanlage Dorfstraße 41
Die Gruppe „Hofanlage Dorfstraße 41“ hat die ID 34306288.

| Lage                                     | Bezeichnung              | Beschreibung                                                                                          | ID       | Bild |
| ---------------------------------------- | ------------------------ | --- | -------- | ---- |
| Dorfstraße 41 52° 58′ 7″ N, 8° 56′ 19″ O | Wohn-/Wirtschaftsgebäude | 1835 errichtetes Zweiständerhallenhaus                                                                | 34320677 | BW   |
| Dorfstraße 41 52° 58′ 8″ N, 8° 56′ 19″ O | Scheune                  | Anfang des 19. Jahrhunderts errichtete Fachwerkscheune unter einem Walmdach mit einer Längsdurchfahrt | 34320703 | BW   |
| Dorfstraße 41 52° 58′ 7″ N, 8° 56′ 20″ O | Stall                    | um 1900 errichteter Ziegelbau                                                                         | 34320729 | BW   |

### Gruppe: Hofgruppe Im alten Lande
Die Gruppe „Hofgruppe Im alten Lande“ hat die ID 34306305.

| Lage                                           | Bezeichnung              | Beschreibung | ID       | Bild |
| ---------------------------------------------- | ------------------------ | --- | -------- | ---- |
| Hinter den Höfen 3 52° 58′ 13″ N, 8° 56′ 33″ O | Wohn-/Wirtschaftsgebäude | Um 1900 errichteter hallenhausähnlicher Ziegelbau unter einem hohen Satteldach                                    | 34320856 | BW   |
| Im alten Lande 24 52° 58′ 16″ N, 8° 56′ 31″ O  | Wohn-/Wirtschaftsgebäude | um 1900 errichteter Ziegelbau                                                                                     | 34320884 | BW   |
| Im alten Lande 28 52° 58′ 11″ N, 8° 56′ 34″ O  | Wohn-/Wirtschaftsgebäude | Ende des 19. Jahrhunderts errichteter Massivbau in Hallenhausbauweise mit Putzgliederungen unter einem Satteldach | 34320828 | BW   |

### Einzelbaudenkmale
| Lage                                           | Bezeichnung              | Beschreibung | ID       | Bild           |
| ---------------------------------------------- | ------------------------ | --- | -------- | -------------- |
| Friedhofsweg 52° 58′ 9″ N, 8° 56′ 31″ O        | Andreaskirche            | Mitte des 13. Jahrhunderts errichteter rechteckiger Backsteinbau mit Westturm. Als Kreuzanlage 1521 erweitert.                         | 34320627 | Weitere Bilder |
| Hinter den Höfen 7 52° 58′ 10″ N, 8° 56′ 34″ O | Wohnhaus                 | Zwischen 1850 und 1860 errichtetes eingeschossiges und traufständiges Pfarrhaus unter einem Halbwalmdach mit Sohlbänken aus Sandstein. | 34320803 | BW             |
| Holzbrücke 9 52° 58′ 28″ N, 8° 57′ 40″ O       | Wohnhaus                 | Fachwerkgebäude | 34320579 | BW             |
| Ketsche 2 52° 58′ 40″ N, 8° 57′ 14″ O          | Speicher                 | 1721 errichtetes zweigeschossiges Fachwerkgebäude, dessen Obergeschoss und Giebel vorkragt                                             | 34320653 | BW             |
| Schlieme 6 52° 59′ 45″ N, 8° 56′ 39″ O         | Wohn-/Wirtschaftsgebäude | 1816 auf einer Wurt errichtetes imposantes Vierständer-Hallenhaus auf einem Sandsteinsockel                                            | 34320602 | BW             |

## Heiligenbruch

### Einzeldenkmale
| Lage                                              | Bezeichnung              | Beschreibung | ID       | Bild |
| ------------------------------------------------- | ------------------------ | --- | -------- | ---- |
| Thedinghauser Straße 2 52° 58′ 5″ N, 8° 56′ 29″ O | Wohn-/Wirtschaftsgebäude | sog. „Vorsteher Meyer“: 1899 erbauter freistehender eingeschossiger verputzter Massivbau mit Stuck- und Putzgliederungen auf T-förmigem Grundriss jeweils unter Satteldach. Am Wohnteil ein mittiges zweiachsiges Zwerchhaus unter Satteldach mit Freigespärre und Lambrequin. Nach Westen mit zweiflügeliger metallener Gartenpforte mit Monogramm | 34320912 | BW   |
| Kaiserdamm 5 52° 57′ 43″ N, 8° 55′ 48″ O          | Wohnhaus                 | Um 1790 errichtetes Zwei-Ständer-Fachwerkhaus | 34320555 | BW   |

## Felde

### Einzeldenkmale
| Lage                                        | Bezeichnung              | Beschreibung | ID       | Bild |
| ------------------------------------------- | ------------------------ | --- | -------- | ---- |
| Rienstraße 3 52° 57′ 12″ N, 8° 57′ 4″ O     | Wohn-/Wirtschaftsgebäude | 1730 errichtetes Heuerlingshaus unter einem Reetdach, im 19. Jahrhundert im Außenwandbereich des Wohnteils stark verändert. | 34320779 | BW   |
| Auf der Heide 19 52° 57′ 4″ N, 8° 56′ 36″ O | Wohn-/Wirtschaftsgebäude | Um 1800 errichtetes Zweiständer-Hallenhaus. Die Traufen kragen vor.                                                         | 34320754 | BW   |